# Philip Brophy
Philip Brophy (Reservoir, 1959) è un artista, scrittore, regista e musicista australiano, membro fondatore del gruppo di musica sperimentale Tsk Tsk Tsk e autore di saggi su horror, sesso, exploitation, suono e musica al cinema e animazione giapponese.
È conosciuto in particolare per le sue opere di videoarte e per il melt movie Body Melt. Il suo stile viene definito come un incrocio tra "la patina lucida della pop art e la grana sudicia del cinema dell'orrore".

## Filmografia parziale

### Regista
- No Dance - cortometraggio (1985)
- Salt Saliva Sperm & Sweat - cortometraggio (1988)
- Body Melt (1993)
- The Morbid Forest - cortometraggio (2013)
- The Prostrate Christ - cortometraggio (2013)

### Compositore
- Body Melt, regia di Philip Brophy (1993)
- Only the Brave, regia di Ana Kokkinos (1994)

## Pubblicazioni
- (EN) Philip Brophy, 100 Modern Soundtracks, British Film Institute, 2004, ISBN 9781844570140.
- (EN) Philip Brophy, 100 Anime, British Film Institute, 2005, ISBN 9781844570836.
- (EN) Philip Brophy, The Adventures of Priscilla, Queen of the Desert, Currency Press, 2008, ISBN 9780868198217.